# 衡阳铁路局
衡阳铁路管理局，是中国铁路史上已经撤消的一个铁路局。

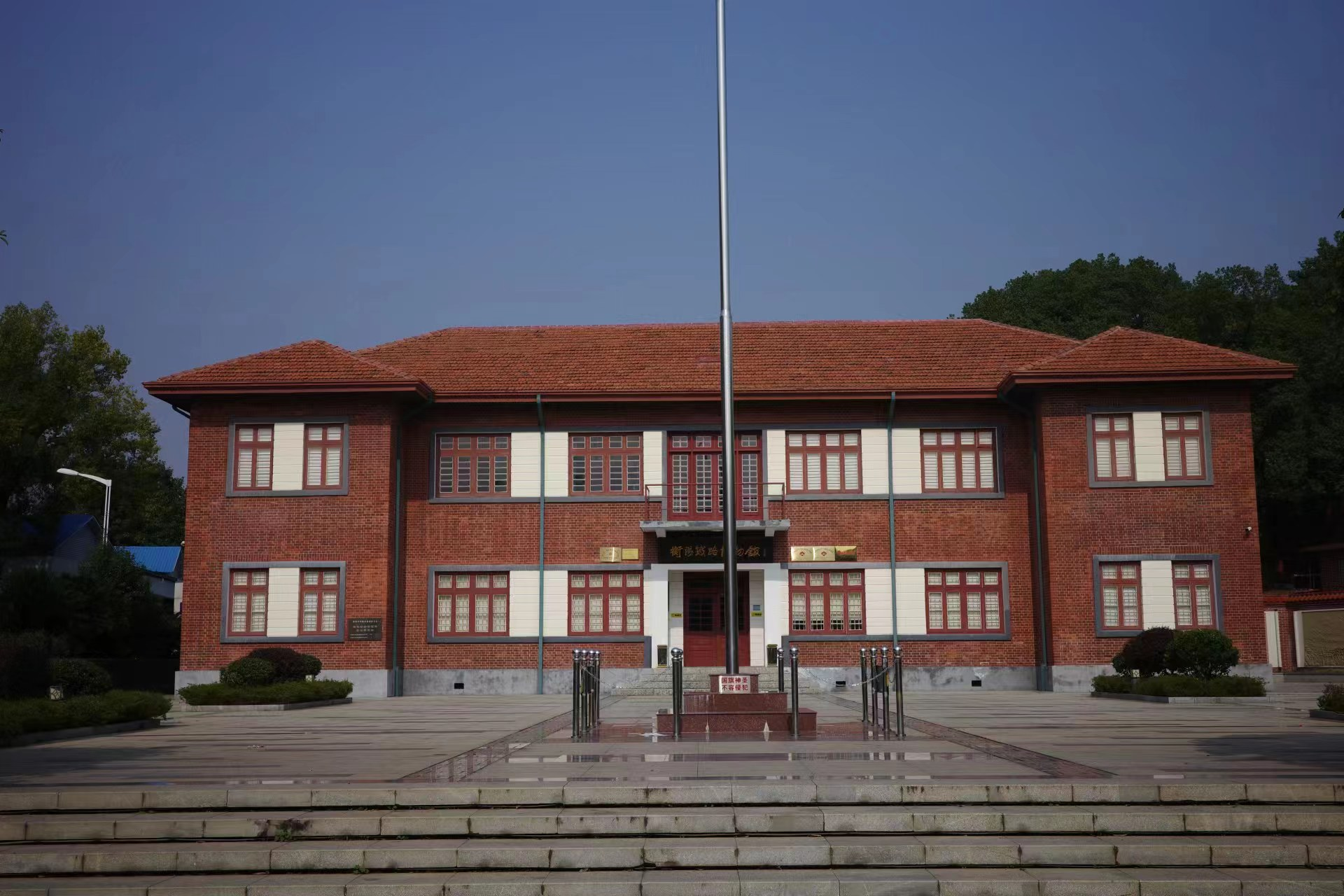
衡阳铁路管理局办公楼旧址（现为衡阳铁路博物馆）

1949年8月23日，铁道部在株洲成立衡阳铁路管理局，1949年10月末迁衡阳。局机关设原粤汉铁路局址（今衡阳市苗圃街道办事处保卫里）。管辖长江以南的湖北、湖南、广东、广西、贵州、江西（一部分）6省境内铁路。局长郭维城，政治委员马载，下辖武昌、衡阳、广州、柳州4个分局。实际上是把1946年后分区管理的粤汉区铁路局与湘桂黔区铁路局辖区合并。为当时中共中央中南局领导下的铁路总局。
1949年11月24日，为了加强统一粤汉路南段及湘桂黔铁路衡柳段抢修工程的领导，铁道部决定成立前进指挥所，铁道兵司令员李寿轩兼任司令员，衡阳铁路局局长郭维城兼任副司令员，统一指挥铁道兵二、三支队，中南军区铁道兵第一、三团及衡阳局各桥梁队。指挥所设在衡阳铁路局。
1949年12月7日，成立衡阳铁路局广州分局。雷铁鸣任广州分局局长。
1951年6月，刘慎之任衡阳铁路局党委书记兼政治部主任。 
1952年12月31日，衡阳局撤消，分别设立广州铁路管理局、武汉铁路管理局、柳州铁路管理局（2007年又改为南宁铁路局）。在衡阳则设立广州铁路局衡阳铁路分局。